# Jorge Suárez Carbajal
Jorge Suarez Carbajal (Oviedo, 13 marzo 1986) è un musicista spagnolo, suonatore di cornamusa asturiana, Campione delle Asturie nel 2004 e rappresentante del Principato nel MacCrimmon Trophy (ex Macallan Trophy) (Festival Interceltique de Lorient) per quattro anni consecutivi.
Nel 2011 ha ricevuto il premio AMAS per il miglior suonatore di cornamusa asturiana, dato dalla Anuario de la Música en Asturias (Annuario della Musica nelle Asturie), per la sua carriera.

## Carriera
Ha iniziato a suonare la cornamusa nel 1994, in Suares scuole (Asturie), con Eugenio Otero. Nel 1997 entra a far parte della Banda Gaites Noreña. Con questa band suona in gran parte delle Asturie e della Spagna. Suona anche in Portogallo.
Nel 2000 ha vinto il primo premio nella finale regionale del concorso per bambini "Veo-Veo", presentato da Teresa Rabal, insieme con un gruppo di ginnastica ritmica delle Gijon.
Nel marzo 2000 ha ricevuto lezioni da Xuacu Amieva, fino al 2003.
Egli combina attualmente la cornamusa con gli studi di Geometra presso l'Università di Oviedo
Con suo fratello Carlos suona la cornamusa per diversi gruppi di danza regionali di Asturie, come ad esempio la Asociación Folklórica "Onis".
Nel 2003 si è classificato terzo nel Trofeo Macallan de Gaita al Festival Interceltique de Lorient. Il 18 giugno 2004 vince la finale del Memorial Remis Ovalle in Oviedo.
Nel 2006 si è classificato secondo nel Trofeo MacCrimmon al Festival Interceltique de Lorient, essendo superata solo dal suonatore di cornamusa asturiana Ruben Alba. Jorge ottenuto la prima posizione in repertorio tradizionale della Bretagna (è obbligatoria dal 2003).

## Altri premi
| Anno | Premio            | Categoria                                | Risultato          |
| ---- | ----------------- | ---------------------------------------- | ------------------ |
| 2000 | Veo-Veo Oviedo    | -                                        | Vincitore ex aequo |
| 2011 | Premios AMAS 2011 | Miglior suonatore di cornamusa asturiana | Vincitore          |